# Acqualagna
Acqualagna ist eine italienische Gemeinde (comune) mit 4166 Einwohnern (Stand 31. Dezember 2023) in der Provinz Pesaro und Urbino in den Marken. Die Gemeinde liegt etwa 38 Kilometer südsüdwestlich von Pesaro und etwa 12 Kilometer südsüdöstlich von Urbino am Candigliano und ist Teil der Comunità montana del Catria e Nerone. Im Nordwesten begrenzt der Metauro die Gemeinde.

## Geschichte
Als die römische Stadt Pitinum Mergens um 400 durch Alarich zerstört wurde, gründeten die vertriebenen Bewohner vom Castel di Montefalcone aus die Ortschaft Acqualagna.

## Verkehr
Acqualagna liegt an der Strada Statale 3 Via Flaminia von Rom nach Fano.

## Persönlichkeiten
- Enrico Mattei (1906–1962), Partisan, Politiker und Manager von ENI

## Wirtschaft
Acqualagna ist Zentrum für den Trüffelhandel. In den angrenzenden Wäldern gedeihen die wichtigsten Arten von kommerziell verwertbaren Trüffeln. Darunter auch die teuerste und bekannteste Art der Weiße Trüffel. Zusätzlich bestehen auch eine Reihe von Zuchten, wo Perigord-Trüffel sowie Sommer-Trüffel wachsen. Die meisten Familien haben ein oder mehrere Mitglieder, welche in den entsprechenden Jahreszeiten mit Hunden auf die Suche nach den Knollen gehen.

## Sehenswürdigkeiten und Veranstaltungen
- Gola del Furlo (Schlucht mit 2000 Jahre altem, römischen Tunnel)
- fiera del tartufo (internationale Trüffel Messe, jeweils letztes Wochenende Oktober und erstes Wochenende November)